# Jack & Sarah
Jack & Sarah è un film del 1995 diretto da Tim Sullivan.
La pellicola è una commedia romantica con protagonista Richard E. Grant.

## Trama
Jack e Sarah sono una coppia londinese in attesa della loro prima figlia. Al momento del ricovero, Jack scivola per le scale e sviene. Quando si sveglia in ospedale, sua madre Margaret gli comunica che è diventato padre di una bellissima bambina, Sarah, ma che sua moglie ha avuto una forte emorragia post parto che l'ha condotta alla morte.
Mentre la neonata viene affidata ai nonni paterni, Jack, rientrato a casa, non riesce ad accettare la mancanza della compagna, respinge la figlia e per settimane vive da vagabondo per Londra assieme al suo amico ubriacone William. L'aiuto dei genitori che gli ricordano il suo ruolo di padre e quanto la piccola Sarah abbia bisogno di lui per crescere, nonché l'incontro in un ristorante con Amy, una cameriera americana che stabilisce un feeling fortissimo con la bambina, cambieranno la vita di Jack. Amy verrà assunta come baby-sitter e piano piano, dopo un periodo terribile di incomprensioni e liti, Jack e Amy si innamoreranno, diventando la nuova famiglia per la piccola Sarah.